# أحمر الكونغو
أحمر الكونغو هو صبغة من الأصبغة الآزوية مثله مثل أحمر الميثيل وبرتقالي الميثيل، كما يستعمل ككاشف لدرجة حموضة الوسط pH.
أحمر الكونغو مركب كيميائي له الصيغة C32H22N6Na2O6S2 ينحل في الماء مشكلاً محلولاً غروياً ذا لون أحمر، لكنه ينحل بشكل أفضل في الإيثانول.

## صفات كيميائية
هو من أملاح الصوديوم (الصيغة الكيميائية: C32H22N6Na2O6S2، الوزن الجزيئي: 696.66 g/mol. صبغة الكونغو الحمراء لها ذائبية جيدة في الماء وتكون ذائبيتها أفضل في السوائل العضوية كالكحول (الإيثانول). تمتاز هذه الصبغة بجاذبية عالية لألياف السيليلوز كالقطن والورق.

## تاريخ اكتشافه
تم اكتشاف صبغة الكنوغو الحمراء عام 1883 على يد بول بوتيغل لصالح شركة باير (Bayer) الألمانية. وتم بيع حقوق ملكيتها لشركة أغفا (AGFA) التي سوقت المنتج تحت اسم (Red Congo) أو أحمر كونغو وحققت نجاحا باهرا للشركة.

## الاستخدامات

### استخدامات طبية
تستخدم صبغة أحمر الكونغو في مجالات علم الأنسجة والكيمياء الحيوية لصبغ المحضرات (العينات) الميكروسكوبية. الانكسار المضاعف الأخضر اللون الذي تصدره مادة البروتينات النشوانية ناتج عن ارتباطها بهذه الصبغة مما يساعد على تشخيص أمراض النشواني. أضف إلى ذلك فائدتها في كشف وتشخيص أمراض الطفيليات والأحياء الدقيقة كالشيغيللا (الشغلة) نتيجة ارتباط الصبغة بالغشاء المتعدد السكريات الدهني (بالإنجليزية:Lipopolysaccharide or LPS) الموجود على الجدار الخارجي لـ البكتيريا

### استخدامات في الصباغة
هو أول صباغ مباشر وضع موضع الاستعمال سنة 1884. وقد سمي بالصباغ المباشر لكونه الصباع الأول المتوفر لتلوين السليليوز "مباشرة"، بدون استخدام المرسخات اللونية.